# Sankt Johann (Rheinhessen)
Sankt Johann település Németországban, Rajna-vidék-Pfalz tartományban. Lakosainak száma 880 fő (2023. december 31.).

## Népesség
A település népességének változása:
| Lakosok száma | 525  | 856  | 849  | 845  | 879  | 880  |
|               | 1975 | 2017 | 2019 | 2021 | 2022 | 2023 |